# Gandzakar
Gandzakar (in armeno Գանձաքար?, anche chiamato Gandzak'ar; fino al 1978 Aghdan) è un comune dell'Armenia di 3 523 abitanti (2010) della provincia di Tavush.